# Напади на жінок у Німеччині (2016)

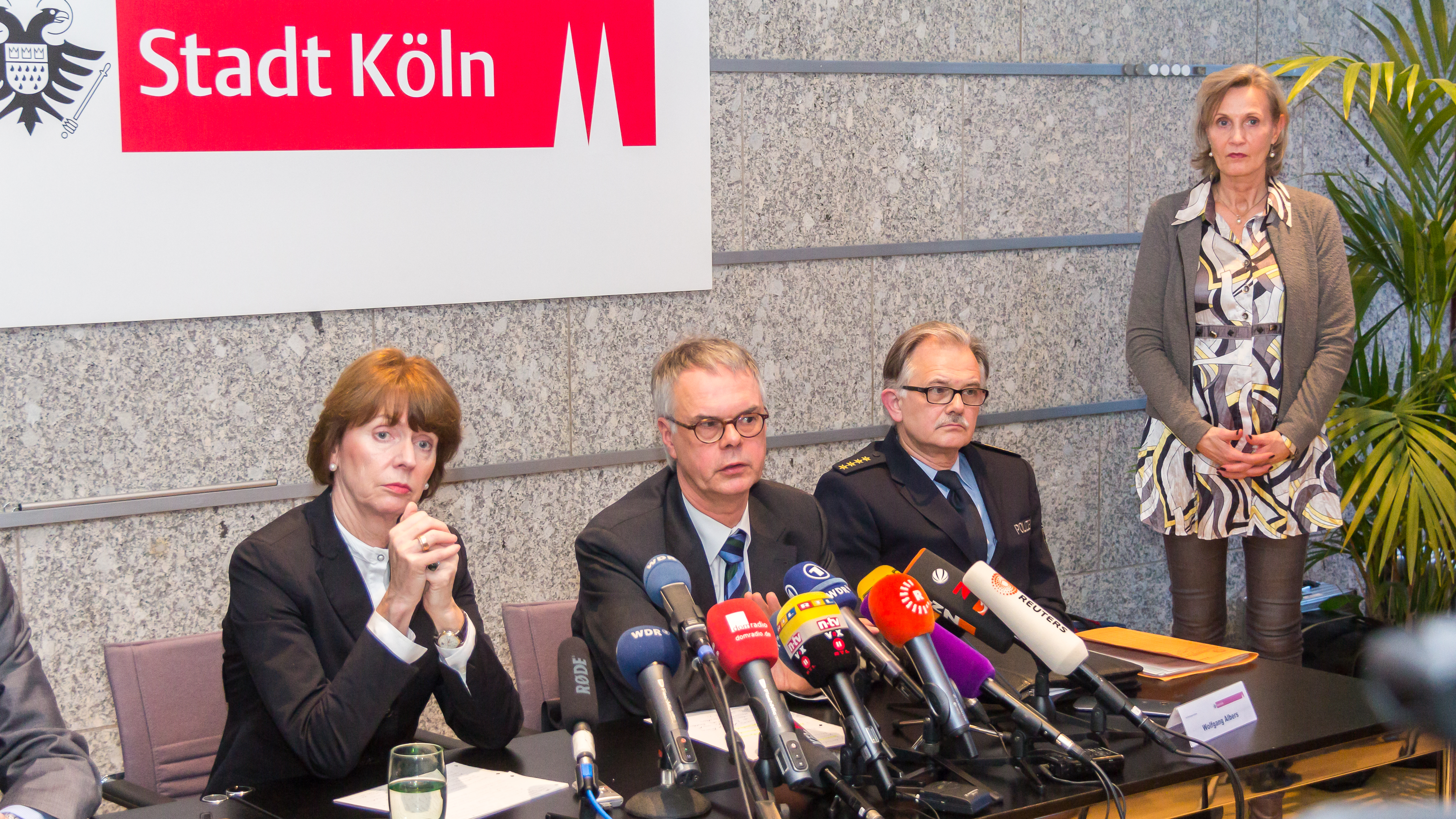
Мерка Кельна Генрієтта Рекер на пресконференції 6 січня 2016

Новорічні сексуальні напади на жінок у Німеччині (нім. Sexuelle Übergriffe in der Silvesternacht 2015/16) — масові сексуальні напади на жінок протягом публічного святкування перед Новим 2016 роком у Кельні, в більшості чоловіками неєвропейського походження. Відомо про зґвалтування, в багатьох інцидентах жінок у громадських місцях оточували й атакували групи чоловіків. За даними Федеральної кримінальної поліції Німеччини, підтвердженими в червні 2016 року, у ту новорічну ніч сексуально атакували понад 1200 жінок.

## Інциденти
У натовп святкуючих містян влилася група з 1000 чоловіків «північноафриканської» або «арабської» зовнішності, які влаштували «полювання на жінок».
Перші і найзначніші інциденти — пограбування, сексуальні домагання і зґвалтування (повідомляється про два випадки). За даними поліції, станом на 5 січня 2016 року було відомо про 90 нападів, зокрема, 15 жінок заявили про домагання, а також зареєстровано 1 заяву про зґвалтування. До того ж нападники забирали в жінок сумки, мобільні телефони та гаманці. До 12 січня у поліцію міста надійшло понад 650 заяв.

## Поширення

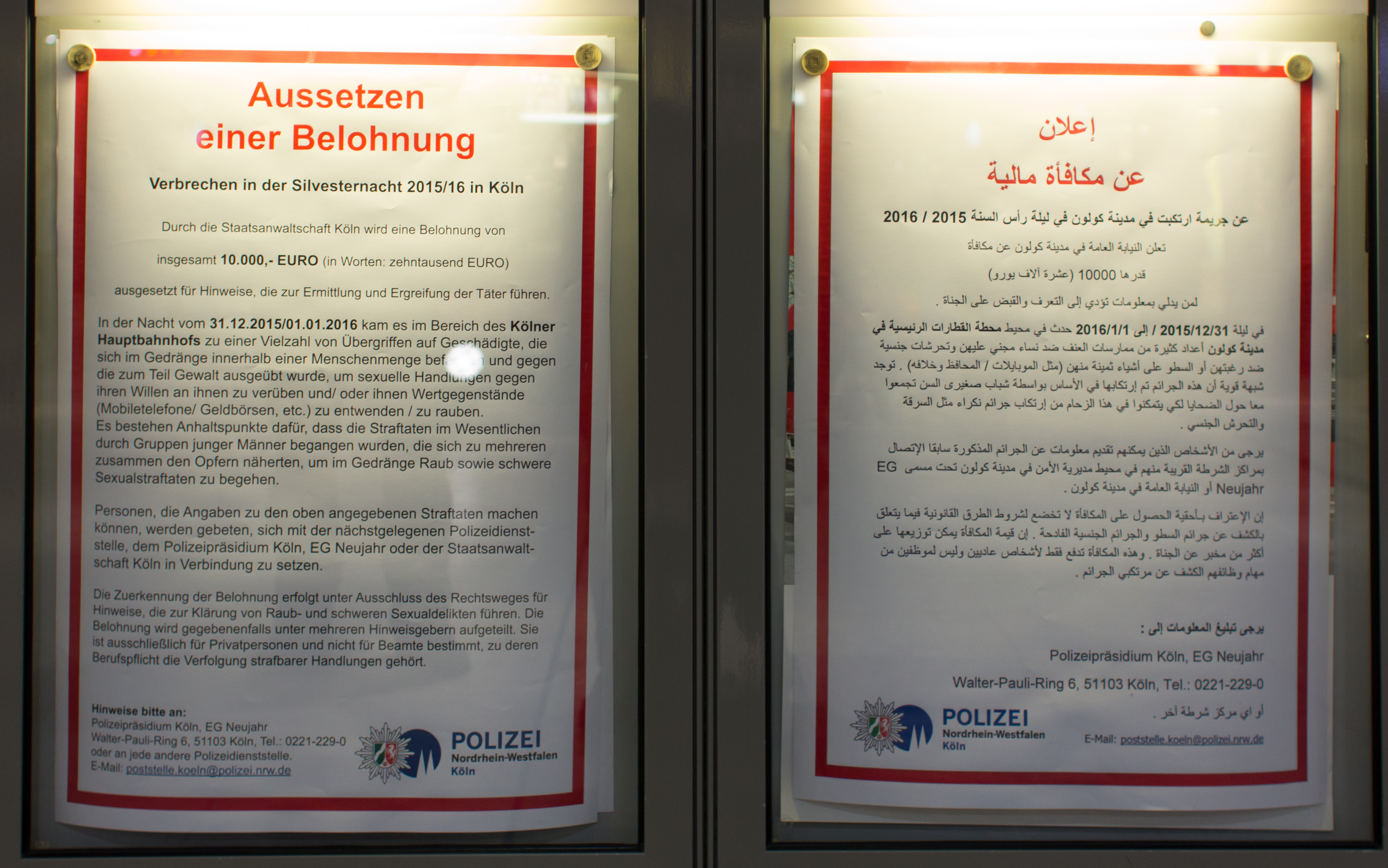
Повідомлення поліції німецькою та арабською про винагороду за допомогу у розслідуванні

Крім Кельна, схожі інциденти мали місце як в інших містах Німеччини (Берлін, Гамбург, Дюссельдорф, Штутгарт), так і в Швейцарії (Цюрих) та Австрії (Зальцбург). Федеральне відомство кримінальної поліції Німеччини пообіцяло вивчити феномен «таххаруш», під яким в арабських країнах розуміється колективне сексуальне домагання: молоді чоловіки оточують жінку, починають кричати непристойності, намагатися доторкнутися і відібрати особисті речі. Про такі випадки повідомлялося, наприклад, під час революції в Єгипті, де атакували кореспонденток на площі Тахрір. У Німеччині подібних злочинів досі не реєстрували.

## Реакція
Ефект від скандалу був посилений тим, що поліція протягом кількох днів приховувала справжні масштаби нападу, також на ситуацію не відразу відреагували німецькі медіа, а очільниця Кельна Генрієта Рекер порадила німкеням змінити свою поведінку в громадських місцях — «ходити групами» і «дотримуватися дистанції витягнутої руки», що викликало шквал критики і жартів.
Особливу заяву щодо ситуації в країні зробила канцлерка Німеччини Ангела Меркель. Голову поліції Кельна достроково відправили на пенсію. У ряді міст Німеччини пройшли демонстрації, що засудили напад, частина з них при цьому мала також антиміграційну спрямованість, частина закликала протистояти ворожому ставленню до мігрантів. Окремий мітинг проти нападів, сексизму та расизму провели сирійські й афганські біженці.